# مقاطعة بل (تكساس)
مقاطعة بل (بالإنجليزية: Bell  County)‏ هي إحدى المقاطعات في ولاية تكساس، الولايات المتحدة الأمريكية، يبلغ عدد سكانها 310,235 نسمة طبقا لإحصاء عام 2010 .

موقع المقاطعة في ولاية تكساس

## أعلام
- واين سميث
- هارون ديفيدسون